# 墨西哥柏木
墨西哥柏木（学名：Cupressus lusitanica）为柏科柏木属下的一个种。

## 扩展阅读
- 維基物種上的相關：墨西哥柏木